# Uranotaenia albosternopleura
Uranotaenia albosternopleura är en tvåvingeart som beskrevs av Peters 1963. Uranotaenia albosternopleura ingår i släktet Uranotaenia och familjen stickmyggor. Inga underarter finns listade i Catalogue of Life.